# Palluau
Palluau település Franciaországban, Vendée megyében. Lakosainak száma 1110 fő (2022. január 1.). Palluau Beaufou, La Chapelle-Palluau, Le Poiré-sur-Vie, Saint-Étienne-du-Bois és Saint-Paul-Mont-Penit községekkel határos.

## Népesség
A település népességének változása:
| Lakosok száma | 1085 | 1085 | 1097 | 1102 | 1106 | 1106 | 1106 | 1111 | 1110 |
|               | 2013 | 2015 | 2016 | 2017 | 2018 | 2019 | 2020 | 2021 | 2022 |